# Egyszerűen Moszkva! (film)
Az Egyszerűen Moszkva! (eredeti cím: Moskau Einfach!) 2020-as svájci politikai szatíra Micha Lewinsky rendezésében. A főszerepet Philippe Graber, Miriam Stein, Mike Müller és Michael Maertens alakítja. A filmet főként Zürichben forgatták.
Az Egyszerűen Moszkva! a Solothurn Film Festival 2020 nyitófilmje volt, a hivatalos filmbemutatót  2020. február 13-n tartották.
A berlini fal ledöntése idején több százezer ember után kémkedtek Svájcban. Egy rendőr beépül  a zürichi Schauspielhaus színház tagjai közé, hogy leleplezzen egy lehetséges államellenes politikai összeesküvést.

## Cselekmény
Viktor Schuler svájci rendőrnek többek között a Radio LoRa lehallgatása és általában jelentéskészítés a feladata. Az underground rádió szerkesztője és műsorvezetője is a színházban dolgozik, és évek óta nem kap munkát, pedig képzett pedagógus. Schulernek azonban nem ez lesz a fő feladata.  Főnöke azt kéri tőle, hogy nem hivatalos megbízás alapján (a szabadsága alatt) álnéven, hamis személyes háttérrel (mint egykori matróz) jelentkezzen statisztának a Schauspielhaus színházba, hogy információkat tudjon szerezni az ott folyó „felforgató tevékenységről”. Schulert statisztaként alkalmazzák. Az ottani munkája közben valóban hall gyanús beszélgetéseket, de közben jobban megismerkedik és beleszeret Odile színésznőbe, annak ellenére, hogy egy számára furcsa világgal találkozik. Odile, és a színészek közül többen is rendszeresen szerveznek tüntetéseket az utcán, ahol a résztvevőkről Schuler többször készített fényképfelvételeket.

## Szereplők
- Philippe Graber – Viktor Schuler, rendőrségi lehallgató
- Miriam Stein – Odile Lehmann, színésznő
- Mike Müller – Viktor Marogg főnöke
- Michael Maertens – Carl Heymann, a Schauspielhaus igazgatója
- Fabian Krüger – Reto, statiszta
- Peter Jecklin – Lehmann parancsnok, Odile apja
- Urs Jucker – színpadi menedzser

## Fordítás
- Ez a szócikk részben vagy egészben  a   Moskau Einfach! című német Wikipédia-szócikk fordításán alapul.  Az eredeti cikk szerkesztőit annak laptörténete sorolja fel. Ez a jelzés csupán a megfogalmazás eredetét és a szerzői jogokat jelzi, nem szolgál a cikkben szereplő információk forrásmegjelöléseként.